# Адамантобласт
Адамантобласти (грч. αδάμασ, αδάμααντος - челик, βλαστός - повезан са рађањем, настанком) или амелобласти су ћелије које су присутне само у развојном периоду зуба. Служе за депоновање зубне глеђи, која чини површину крунице зуба.

## Порекло
Амелобласти су настали од усног епитела и ектодермалног су порекла. Настале су диференцијацијом од протоамелобласта (који воде порекло од унутрашњег глеђног ткива), при чему главну улогу врши ектомезенхим. Амелобласти у потпуности испољавају своју функцију тек након формирања првог слоја дентина (предентин), од стране одонтобласта. Амелобласти граде глеђно ткиво (енамелум). Ове ћелије инволуирају и уништавају се током ерупције зуба, па се због тога глеђ не обнавља током живота.

## Животни циклус
Животни циклус адамантобласта се састоји од шест фаза:
1. Морфогенска фаза,
2. Организациона фаза,
3. Секреторна фаза (Томасов процес),
4. Фаза сазревања,
5. Заштитна фаза,
6. Дермолитичка фаза.[2]

## Функција
Адамантобласти испољавају своју функцију у производњи протеина енамелина и амелогенина, који се касније минерализују дајући најчвршћу супстанцу у телу човека, то јест глеђ. Амелобласти контролишу састав глеђи. Претпоставља се да амелобласти регулишу производњу глеђи на дневном нивоу (налик остеобластима у коштаном ткиву). Зарад одржања повољних услова за биоминерализацију, амелобласти контролишу секреторне и ресорптивне активности глеђи.

## Структура
Сваки адамантобласт је колумнарна ћелија која имао око 4 микрометра у пречнику и 40 микрометара висине. На пресеку су шестоугаоне. На крају секреторне фазе амелобласти бивају пирамидално структурисани (Томасов процес).
Амелобласти су врло осетљиве ћелије. Пример тога је да вишак флуорида у организму користе за повећање тврдоће глеђи и превенцију каријеса.